# Тибель

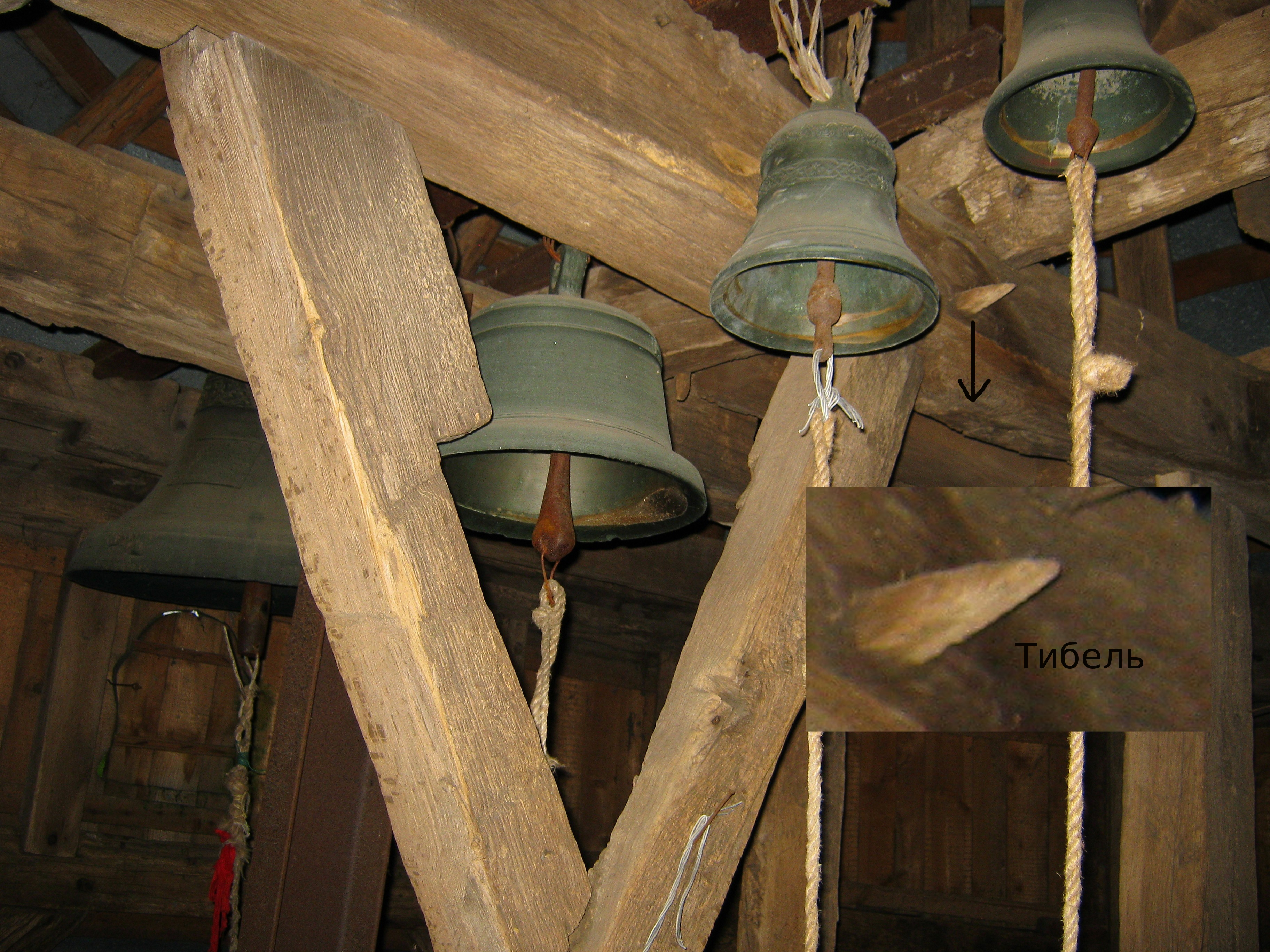
Тибель зі зворотного боку, у конструкції дзвіниці

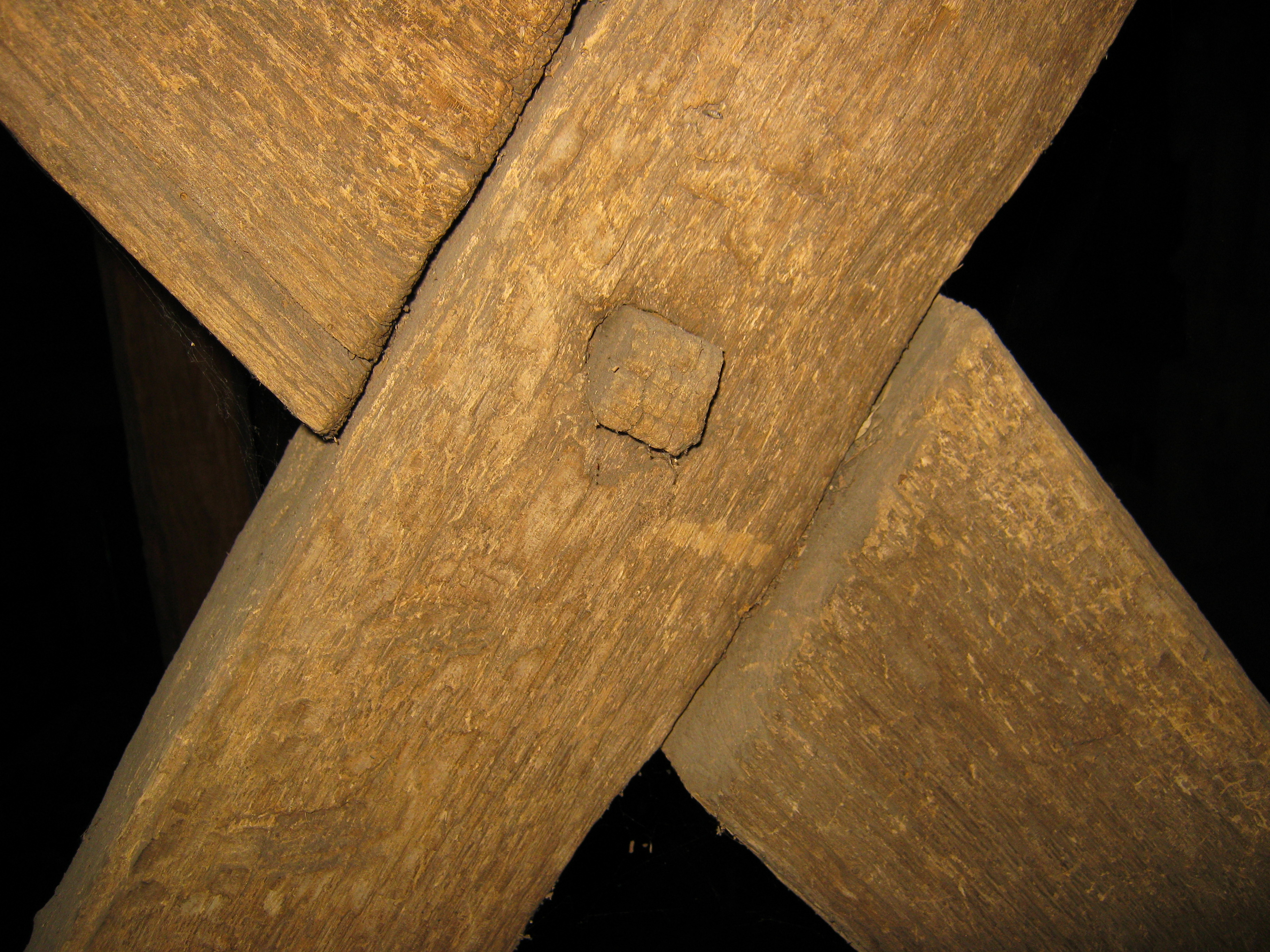
Тибель на хрестоподібній конструкції (інтер'єр дерев'яної дзвіниці церкви Святого Миколая у селі Колодне, Збаразький район, Тернопільщина

Ти́бель (пол. tybel, dybel < нім. Döbel, звідси також «дюбель»), на́гель (від нім. Nagel), кли́не́ць (частіше вживається у множині тиблі, клинці) — кілочки із твердого дерева, що застосовують для з'єднування великих дерев'яних конструкцій. Використання тиблів найчастіше зустрічається в народній дерев'яній архітектурі. В Україні найбільше використання у дерев'яних храмах.
Використання тиблів має більші переваги над використанням залізних цвяхів (основним недоліком залізних цвяхів є корозія) чи інших типів фіксування дерев'яних конструкцій.
При побудові конструкції із використанням тиблів спершу роблять великий отвір при накладанні двох чи більше дерев'яних балок. Згодом у цей отвір забивається сам тибель.
Загалом тиблі є дуже надійними та довговічними. Вік тибля переважно збігається із віком споруди.